# Mendocino
Mendocino é uma Região censo-designada localizada no estado americano da Califórnia, no Condado de Mendocino.

## Demografia
Segundo o censo americano de 2000, a sua população era de 824 habitantes.

## Geografia
De acordo com o United States Census Bureau tem uma área de 19,3 km², dos quais 5,9 km² cobertos por terra e 13,4 km² cobertos por água. Mendocino localiza-se a aproximadamente 25 m acima do nível do mar.

## Localidades na vizinhança
O diagrama seguinte representa as localidades num raio de 56 km ao redor de Mendocino.